# ترافيس إس. تايلور
ترافيس إس. تايلور (بالإنجليزية: Travis S. Taylor)‏ (24 يوليو 1968)؛ روائي أمريكي.

## روابط خارجية
- ترافيس إس. تايلور على موقع IMDb (الإنجليزية)
- ترافيس إس. تايلور على موقع قاعدة بيانات الفيلم (الإنجليزية)